# Greve (obec)
Greve Kommune je dánská komuna v regionu Sjælland. Vznikla roku 2007 po dánských strukturálních reformách. Zaujímá oblast 60,31 km², ve které v roce 2017 žilo 49 921 obyvatel.
Centrem kommune je město Greve Strand.

## Sídla
V Greve Kommune se nachází 4 obce.
| Sídla         | Obyvatel (2017) |
| ------------- | --------------- |
| Greve Landsby | 718             |
| Greve Strand  | 42 701          |
| Kildebrønde   | 357             |
| Tune          | 5 250           |